# Enrico Franzoi
Enrico Franzoi (Venezia, 8 agosto 1982) è un ciclocrossista, ciclista su strada e mountain biker italiano. È stato campione del mondo di ciclocross Under-23 nel 2003 e medaglia di bronzo Elite nel 2007.

## Carriera
Passato professionista nel 2005, dal 2008 al 2009 ha fatto parte del team Liquigas e si è diviso tra l'attività su strada (specialmente classiche del nord) e quella nel ciclocross.
La sua carriera, costellata di numerosi successi, è nota per le vittorie nel ciclocross. Infatti nel 2003, quando ancora militava nella categoria under 23, vinse il titolo di campione del mondo a Monopoli. Vinse poi il titolo di campione italiano dal 2005 al 2007, ripetendosi poi nel 2009. Nel 2007 fece sua anche la medaglia di bronzo mondiale di ciclocross dietro al belga Erwin Vervecken (oro) ed allo statunitense Jonathan Page (argento).
Negli ultimi anni si è dedicato poco all'attività ciclocrossistica per dedicarsi alla stagione agonistica del ciclismo su strada. Ben figurò nella Parigi-Roubaix del 2007 giungendo ottavo, con il team della Lampre, dopo un discreto piazzamento in quella del 2006. Nel 2010 è passato dalla Liquigas alla BKCP-Powerplus, squadra belga attiva sia su strada sia nel ciclocross.
Per la stagione 2012 firma un contratto con la Miche-Guerciotti, squadra Continental, mentre la stagione successiva passa alla Elettroveneta-Corratec, squadra di mountain biking. Nel febbraio 2014, dopo avere aver terminato al tredicesimo posto la prova élite ai mondiali di ciclocross di Hoogerheide, viene ingaggiato dalla Marchiol-Emisfero, formazione affiliata UCI Continental.

## Palmarès

### Ciclocross
- 1999-2000

Campionati italiani, Juniores
- 2000-2001

Gran Premio Cartoveneta (Scorzè)
Gran Premio GMT Radio Sport RCI (Caonada)
Gran Premio di Montale (Modena)
Campionati italiani, Under-23
- 2001-2002

Gran Premio di Flagogna (Flagogna)
Ciclocross di Silvelle (Silvelle)
Gran Premio Selle Italia Campese (Campese)
Trofeo Città di Bassano del Grappa (Bassano del Grappa)
Gran Premio Mamma e Papà Guerciotti (Milano)
Campionati italiani, Under 23
- 2002-2003

Campionato del mondo, Under-23
Azencross, Under-23 (Loenhout)
Gran Premio Cartoveneta (Scorzè
Gran Premio Bella Venezia (Mogliano Veneto)
Campionati italiani, Under-23
- 2003-2004

Gran Premio Città di Clusone (Clusone)
Gran Premio Berendsohn (Rovato)
Gran Premio Bella Venezia (Mogliano Veneto)
Gran Premio Città di Vittorio Veneto (Vittorio Veneto)
Gran Premio GMT Radio Sport RCI (Caonada)
Campionati italiani, Under-23
- 2004-2005

Ciclocross di Silvelle (Silvelle)
Gran Premio Bella Venezia (Mogliano Veneto)
Gran Premio Città di Clusone (Clusone)
Campionati italiani
- 2005-2006

Gran Premio Berendsohn (Rovato)
Trofeo Città di Bassano del Grappa (Bassano del Grappa)
Campionati italiani
- 2006-2007

Gran Premio Bella Venezia (Mogliano Veneto)
Campionati italiani
- 2007-2008

Kleicross (Lebbeke)
Gran Premio Bella Venezia (Mogliano Veneto)
- 2008-2009

Campionati italiani
- 2011-2012

Memorial Tabotta, 2ª prova Giro d'Italia (Monte di Buja)
Memorial Lele Dall'Oste, 3ª prova Giro d'Italia (Isolaccia)
Trofeo Top Puglia, 5ª prova Giro d'Italia (Otranto)
Orvieto Wine Cross, 6ª prova Giro d'Italia (Orvieto)
Ciclocross del Ponte, 7ª prova Giro d'Italia (Faè di Oderzo)
- 2012-2013

Int. Radquer Hittnau (Hittnau)
1ª prova Giro d'Italia (Paterno)
Memorial Vito Carparelli-Livia Gentile, 2ª prova Giro d'Italia (Pezze di Greco)
Trofeo Cop. Ed. Brugherio 82, 3ª prova Giro d'Italia (Brugherio)
Ciclocross del Ponte, 4ª prova Giro d'Italia (Faè di Oderzo)
Ciclocross di Silvelle, 5ª prova Giro d'Italia (Silvelle)
Classifica finale Giro d'Italia
- 2013-2014

Int. Radquerfeldein GP Lambach (Stadl-Paura)
Petrignano Cross, 2ª prova Giro d'Italia (Petrignano)
Int. Radquer Hittnau (Hittnau)
Ciclocross di Silvelle, 4ª prova Giro d'Italia (Silvelle)
Gran Premio Città di Rossano Veneto, 5ª prova Giro d'Italia (Rossano Veneto)
- 2014-2015

Cyclo-cross de Primel (Plougasnou)
- 2015-2016

Ciclocross di Salvatoronda (Salvatoronda)
Gran Premio Città di Vittorio Veneto (Vittorio Veneto)
Classifica finale Trofeo Selle SMP Master Cross
- 2016-2017

Ciclocross Internazionale di Buja (Buja)
Ciclocross del Brenta (Tezze sul Brenta)
Classifica finale Trofeo Selle SMP Master Cross
- 2017-2018

Trofeo Città di Asiago (Asiago)
Trofeo Città del Mosaico (Spilimbergo)
Trofeo Città di Schio (Schio)
Ciclocross di Salvatoronda (Salvatoronda)
Ciclocross del Brenta (Tezze sul Brenta)

### Mountain biking
- 2012-2013

Medio fondo del Piave (San Donà di Piave)
Notturna di Scorzè (Scorzè)
XC di Motta di Livenza (Motta di Livenza)
- 2016

XC di Porto Viro (Porto Viro)
XC di Farra di Soligo (Farra di Soligo)
- 2017

Xc point to point di Chioggia(Chioggia)
XC di Vidor(Vidor)
XC di Rosolina Mare(Rosolina)
XC di Meduna di Livenza(Meduna di Livenza)
- 2018

Xc di Lugagnano (Lugagnano Val D'Arda)
XC di Motta di Livenza(Motta di Livenza)
- 2019

Xc di Farra di Soligo (Farra di Soligo)
XC Gp Dopla(Dosson di Casier)

### Strada
- 2001 (Dilettanti)

Gran Premio di Fossalta di Piave
- 2003 (Dilettanti)

Gran Premio Maragnole
Gran Premio di Marostica
Gran Premio di San Donà di Piave
- 2004 (Dilettanti)

Gara Nazionale di Stanghella
Campionato veneto, Prova a cronometro
Medaglia d'Oro Fiera di Sommacampagna

#### Altri successi
- 2008

1ª tappa Vuelta a España (cronosquadre)

## Piazzamenti

### Grandi Giri
- Vuelta a España

2006: 97º
2007: 110º
2008: 98º

### Classiche monumento
- Giro delle Fiandre

2005: ritirato
2006: 56º
2007: 37º
2008: ritirato
2009: 87º
- Parigi-Roubaix

2005: 30º
2006: 56º
2007: 8º
2008: ritirato
2009: 74º

### Competizioni mondiali
- Coppa del mondo di ciclocross

2000-2001: 44º (1º under-23)
2001-2002: 18º (1º under-23)
2002-2003: 19º (3º under-23)
2003-2004: 16º (2º under-23)
2004-2005: 4º
2005-2006: 7º
2006-2007: -
2007-2008: -
2008-2009: 19º
2009-2010: 11º
2010-2011: 15º
2011-2012: 12º
2012-2013: 13º
2013-2014: 13º
- Campionati del mondo di ciclocross

Sint-Michielsgestel 2000 - Juniores: 9º
Zolder 2002 - Under-23: 4º
Monopoli 2003 - Under-23: vincitore
Pontchâteau 2004 - Under-23: 8º
St. Wendel 2005: 8º
Zeddam 2006: 7º
Hooglede-Gits 2007: 3º
Treviso 2008: 13º
Hoogerheide 2009: 13º
Tábor 2010: ritirato
Koksijde 2012: 28º
Louisville 2013 : 14º
Hoogerheide 2014: 13º